# 美國滙豐銀行
美國滙豐銀行（英語：HSBC Bank USA NA）為滙豐集團在美國地區的銀行，屬於美國滙豐有限公司的主要附屬機構，而美國滙豐有限公司則是滙豐控股有限公司旗下的北美滙豐控股有限公司間接持有的全資附屬機構。美國滙豐銀行擁有美國最大金庫。
據美國滙豐第三季度業績顯示，截至2009年九月底止，美國滙豐持有的貴金屬總值85.87億美元（約669.78億港元），較六月底增加22.26億美元，升幅達到35%。

## 歷史
美國滙豐銀行源自1850年成立的海豐銀行（Marine Midland Bank），以及1966年成立的利寶銀行集團（Republic New York Corporation）。
香港上海滙豐銀行於1865年成立時，已經在三藩市開設代理機構，並於1875年提供全面服務。1880年，滙豐於紐約市開設分行。不過直到1950年代，滙豐才考慮在美國設立附屬公司。1955年，滙豐在加州註冊成立一家全資附屬公司－加州香港上海滙豐銀行。
1970年代，由於該附屬公司發展機會有限，於是滙豐於1980年購入海豐銀行的51%股權，以拓展業務範圍，其後縮減加州附屬公司的業務。1987年，海豐銀行成為滙豐的全資附屬公司。1995年，香港上海滙豐銀行以及恆生銀行在紐約市的分行併入海豐銀行。1999年，海豐銀行易名為美國滙豐銀行，配合滙豐集團在全球的統一品牌。1999年稍後，滙豐收購利寶集團，並且併入美國滙豐銀行。
至2000年，美國滙豐銀行在紐約州設有多家分行，在佛羅里達州、加利福尼亞州、新澤西州、康乃迪克州、維珍尼亞州 及賓夕法尼亞州亦設有分行網絡。此外，在特拉華州、華盛頓州、馬里蘭州、俄勒岡州及華府地區均設有1家分行。
2021年5月26日美國滙豐銀行宣佈退出美國的個人和小型企業銀行業務，在美國148間分行網絡中，有90間將被出售，同時關閉35至40間分行，僅保留20至25個實體網絡用作國際財富中心。
2021年5月26日公民金融集團旗下公民銀行向美國滙豐銀行購入其在美國美國東岸的零售銀行，當中包括80家分行，涉及80萬個客戶戶口，以及網上銀行業務，截至3月底，这些账户有大约92亿美元存款和22亿美元未偿贷款。
同日國泰萬通金控(Cathay General Bancorp)的國泰銀行(Cathay Bank)向美國滙豐銀行購入其在美國西海岸的10家位於加州的零售業務分行，包括5萬名客戶10億美元存款和約8億美元貸款。

## 外部連結
- 美國滙豐銀行 （页面存档备份，存于）（英文）